# Trigophora oshodensis
Trigophora oshodensis är en insektsart som beskrevs av Matsumura 1942. Trigophora oshodensis ingår i släktet Trigophora och familjen spottstritar. Inga underarter finns listade i Catalogue of Life.